# Angel and the Ape
Angel and the Ape est une série de bande dessinée humoristique créée par les Américains Bob Oksner (dessin) et E. Nelson Bridwell (en) (scénario) en 1968 pour Showcase no 77, puis publiée dans son premier comic book durant 7 numéros en 1968-1969.
Angel O'Day est une jolie détective qui dirige son agence en compagnie du gorille parlant et auteur de bande dessinée Sam Simeon. Cette parodie de bande dessinée policière enchaîne les gags les plus absurdes les uns que les autres.
Angel et The Ape ont fait l'objet de deux mini-séries en quatre épisodes ultérieurs, l'une par Phil Foglio en 1991 chez DC Comics et l'autre en 2001-2002 dessinée par Philip Bond (en) et co-écrite par Howard Chaykin et David Tischman (en) chez Vertigo en 2001-2002.